# ستاره‌ای برای فرهنگ جوان
ستاره‌ای برای فرهنگ جوان (انگلیسی: Star to a Young Culture) نخستین آلبوم تک‌آهنگ گروه دخترانه اهل کره جنوبی استی‌سی است و در ۱۲ نوامبر ۲۰۲۰ توسط های آپ انترتینمنت منتشر و توسط کاکائو ام توزیع شد. این آلبوم شامل دو قطعه است و تهیه‌کنندگی آن را بلک آید پیل‌سونگ انجام داده‌است.

## جدول‌ها
| جدول (۲۰۲۰)                | بهترین جایگاه |
| -------------------------- | ------------- |
| آلبوم‌های کره جنوبی (گائون) | ۶             |

## گواهی‌نامه‌ها و فروش‌ها
| منطقه     | گواهی | واحد گواهی‌شده/فروش |
| --------- | ----- | ------------------ |
| کره جنوبی | —     | ۴۸٬۴۳۹             |

## تاریخچه انتشار
| منطقه     | تاریخ          | فرمت                  | ناشر              |
| --------- | -------------- | --------------------- | ----------------- |
| مختلف     | ۱۲ نوامبر ۲۰۲۰ | دانلود دیجیتال استریم | های آپ انترتینمنت |
| کره جنوبی | ۱۳ نوامبر ۲۰۲۰ | سی‌دی                  | های آپ انترتینمنت |